# Wikstroemia chuii
Wikstroemia chuii är en tibastväxtart som beskrevs av Elmer Drew Merrill. Wikstroemia chuii ingår i släktet Wikstroemia och familjen tibastväxter. Inga underarter finns listade i Catalogue of Life.